# Linnich
Linnich város Németországban, Észak-Rajna-Vesztfáliában.

## Fekvése
Jülichtől északnyugatra fekvő település.

## Városrészek
Következik  városrészek léteznek: 
| - Linnich - Boslar - Ederen - Floßdorf | - Gereonsweiler - Gevenich - Glimbach - Hottorf - Körrenzig | - Kofferen - Rurdorf - Tetz - Welz |

## Története

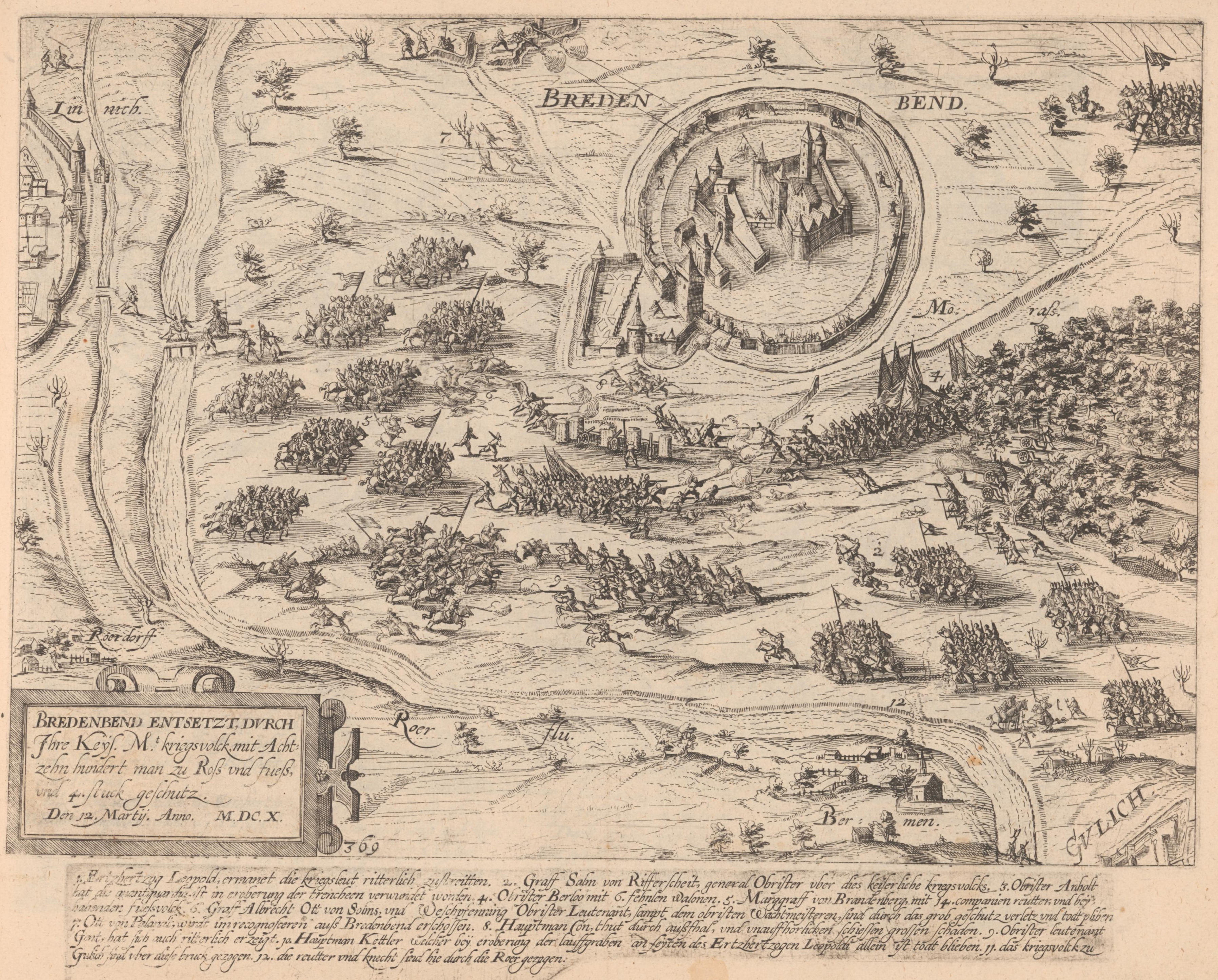
Linnich 1540-1590 között egy régi metszeten

Linnich düreni járás legészakibb és 3. legnagyobb városa, a Ruhr-vidék közelében.
Nevét már 888-ban említették az oklevelekben, de alapítói valószínűleg még a kelták lehettek.
Linnich a 14. században már városként volt említve. 1397-ben az akkor már erődített várost elfoglalták és elpusztították, azonban később újraépült, a 16. századra gazdasága is fellendült.
1679-ben XIV. Lajos király francia csapatai foglalták el.

## Nevezetességek
- Ólomüveg múzeum
- Helytörténeti múzeum

## Itt születtek, itt éltek
- Joseph Christian Matzerath (1815-1876) – ügyvéd és költő
- Heinrich Oidtmann (1838-1890) – orvos és a Linnicher ólomüveg műhely alapítója
- Heinrich Oidtmann II (1861-1912), orvos, író
- Eberhard Pohl (* 1953) – diplomata
- Heinrich Weitz(1890-1962) – politikus
- Hans Brückmann (1897-1979)
- Wilhelm Korfmacher (1787-1860) – orgonaépítő
- Wilhelm Willms (1930-2002) – lelkész és író
- Elke Winkens (* 1970), színésznő

## Galéria

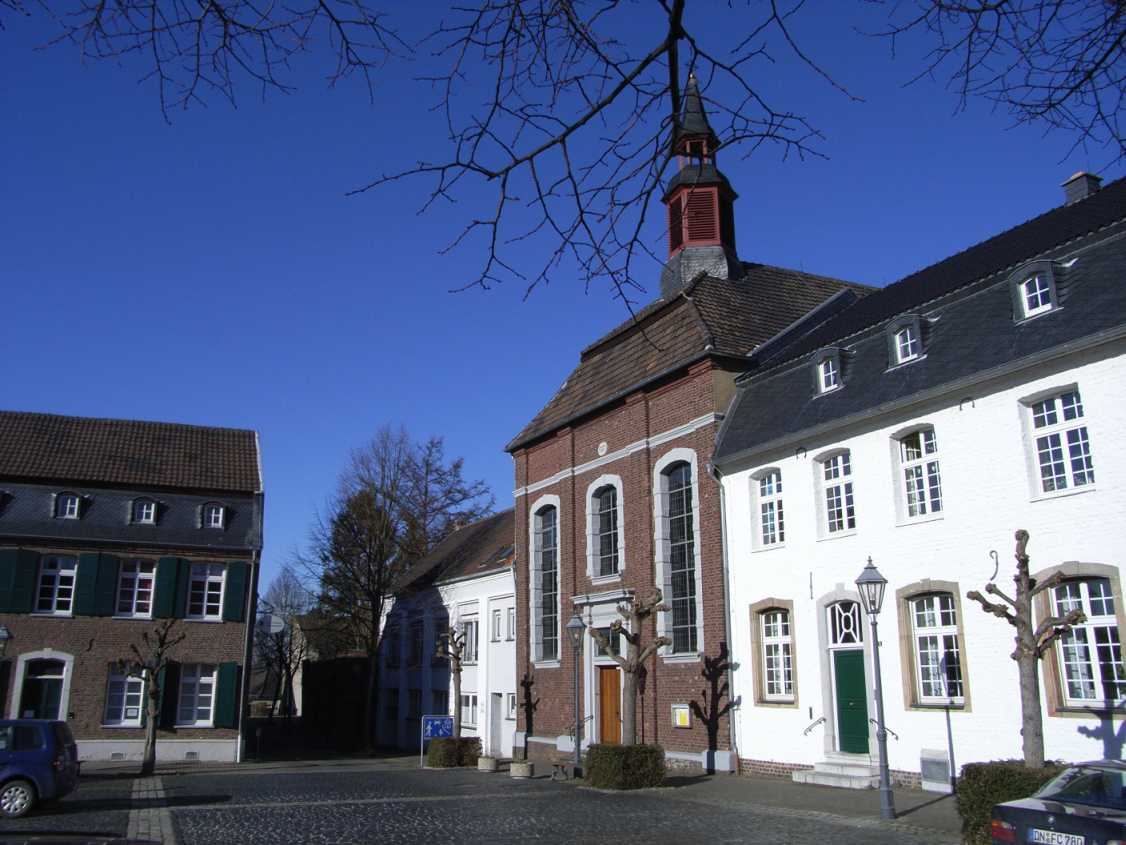
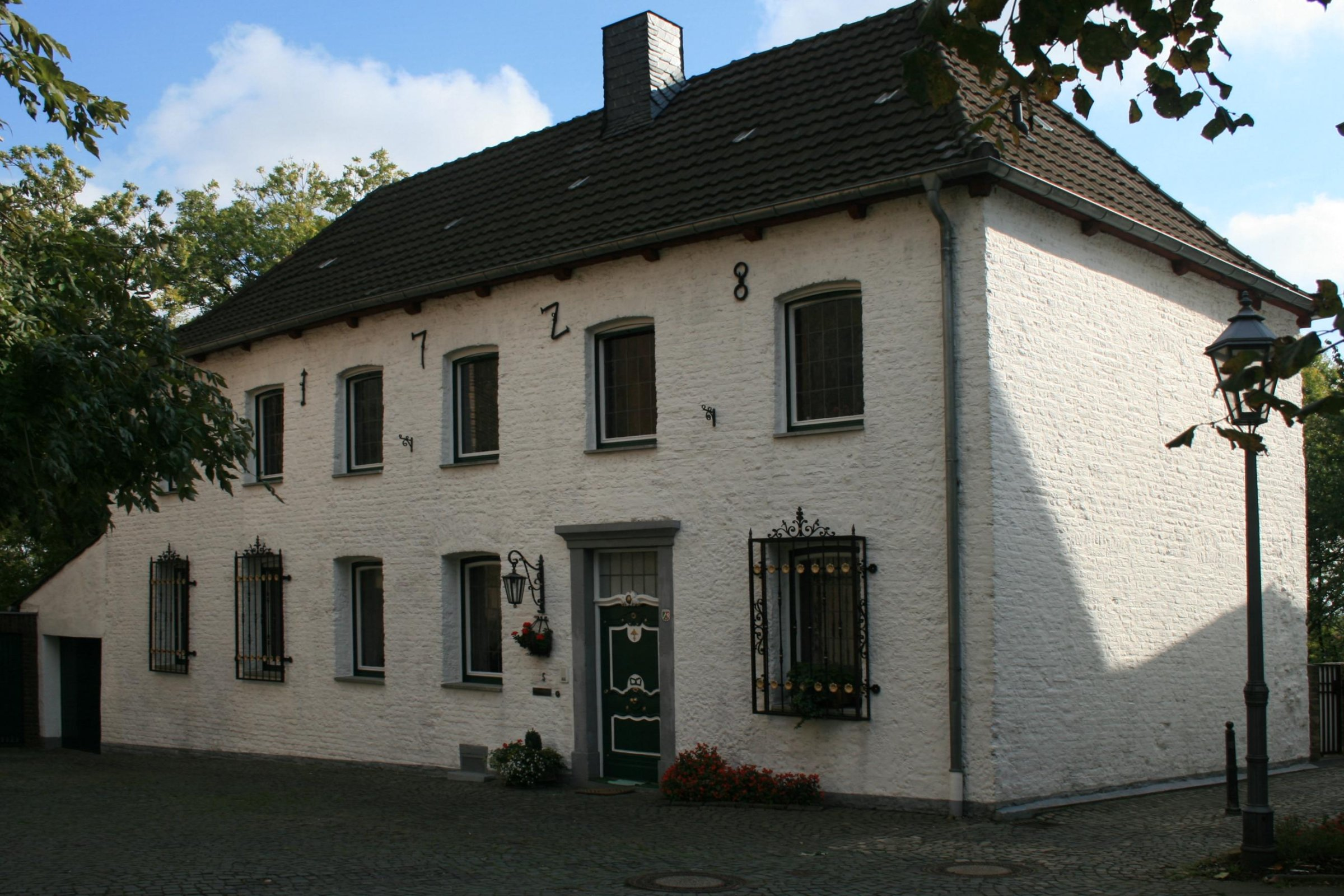
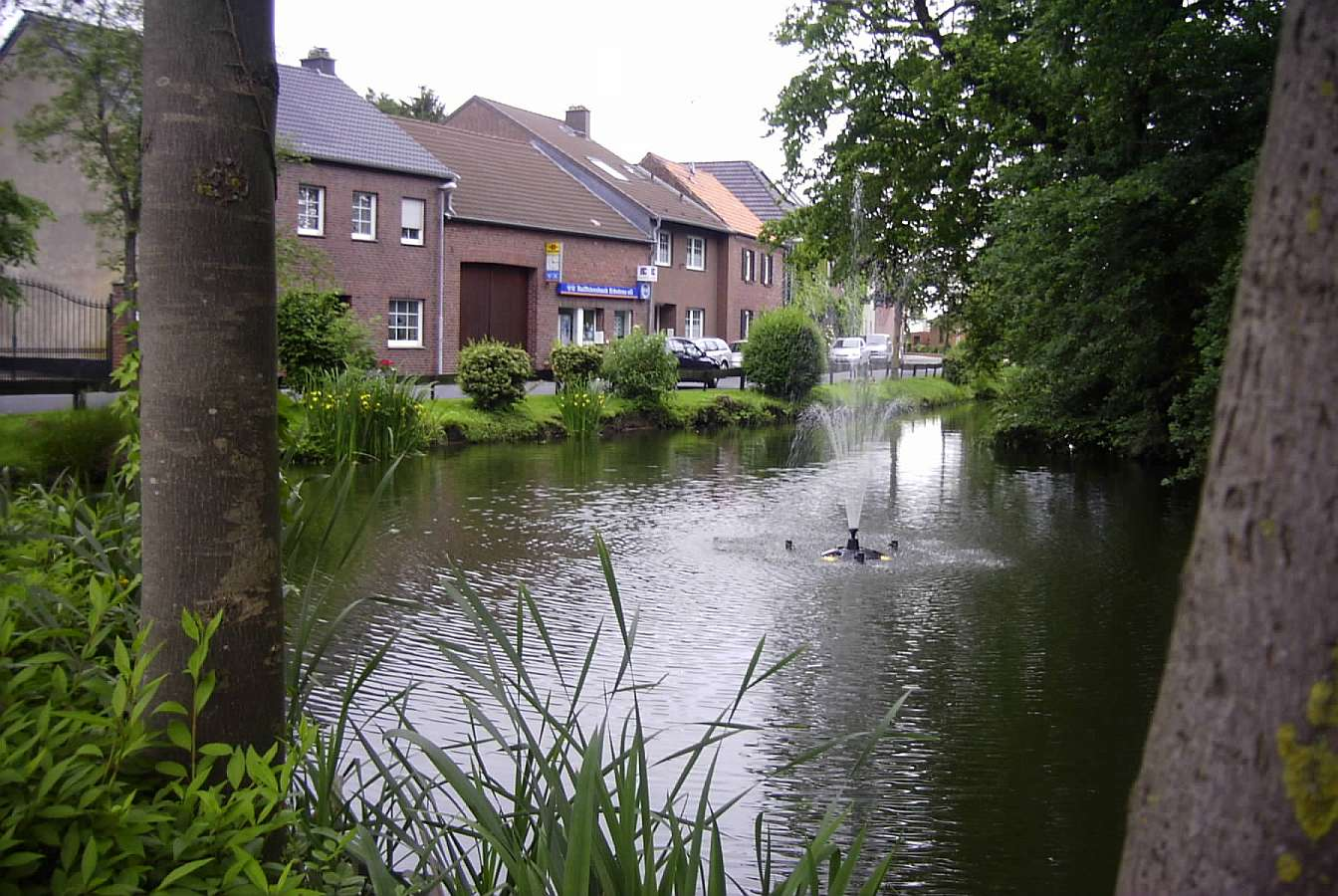
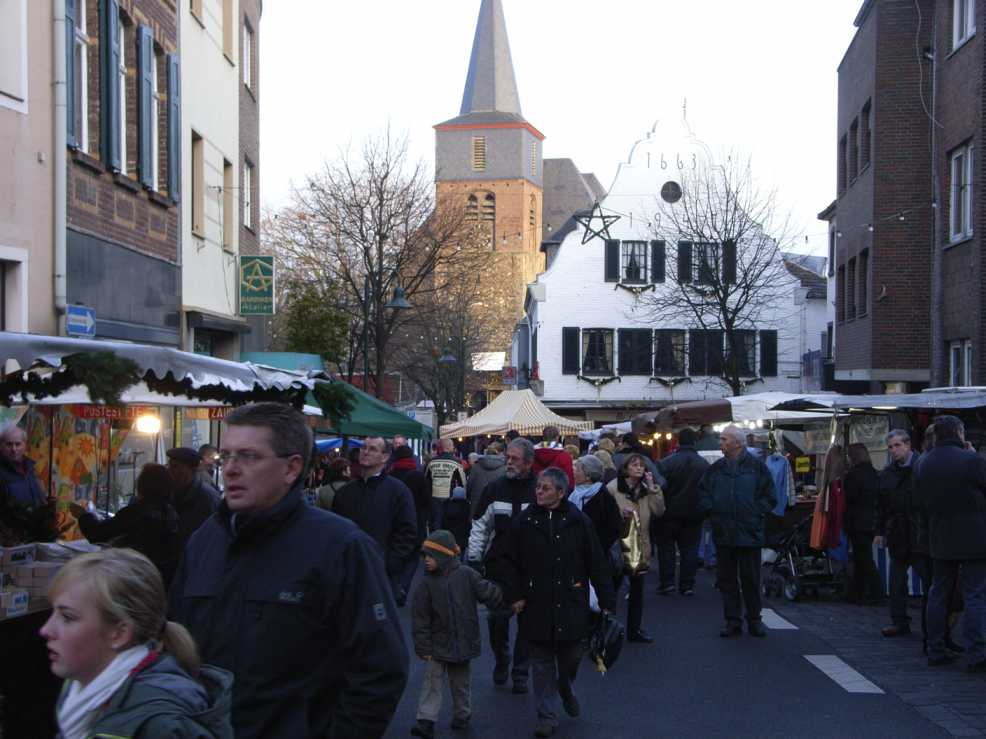
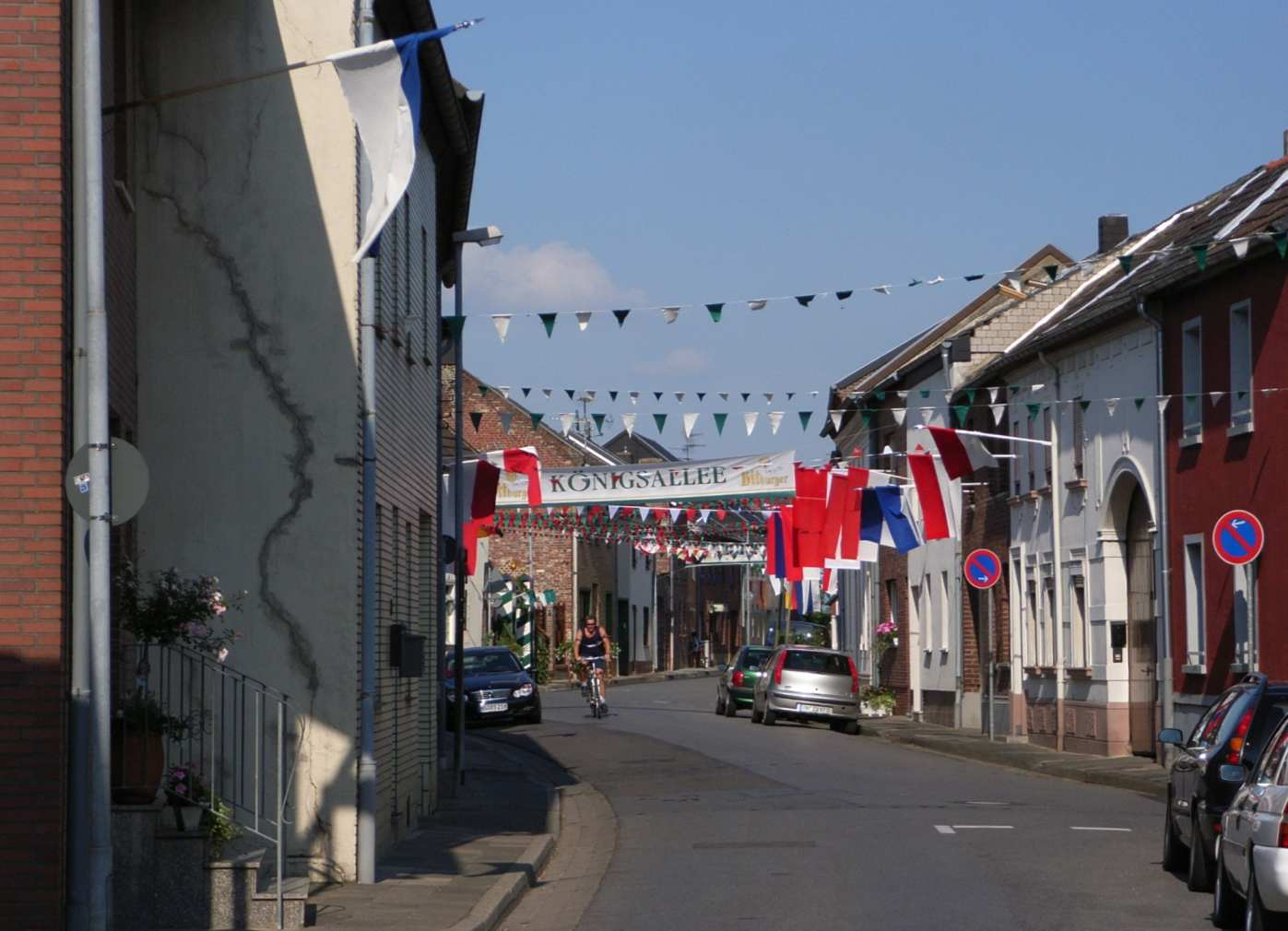
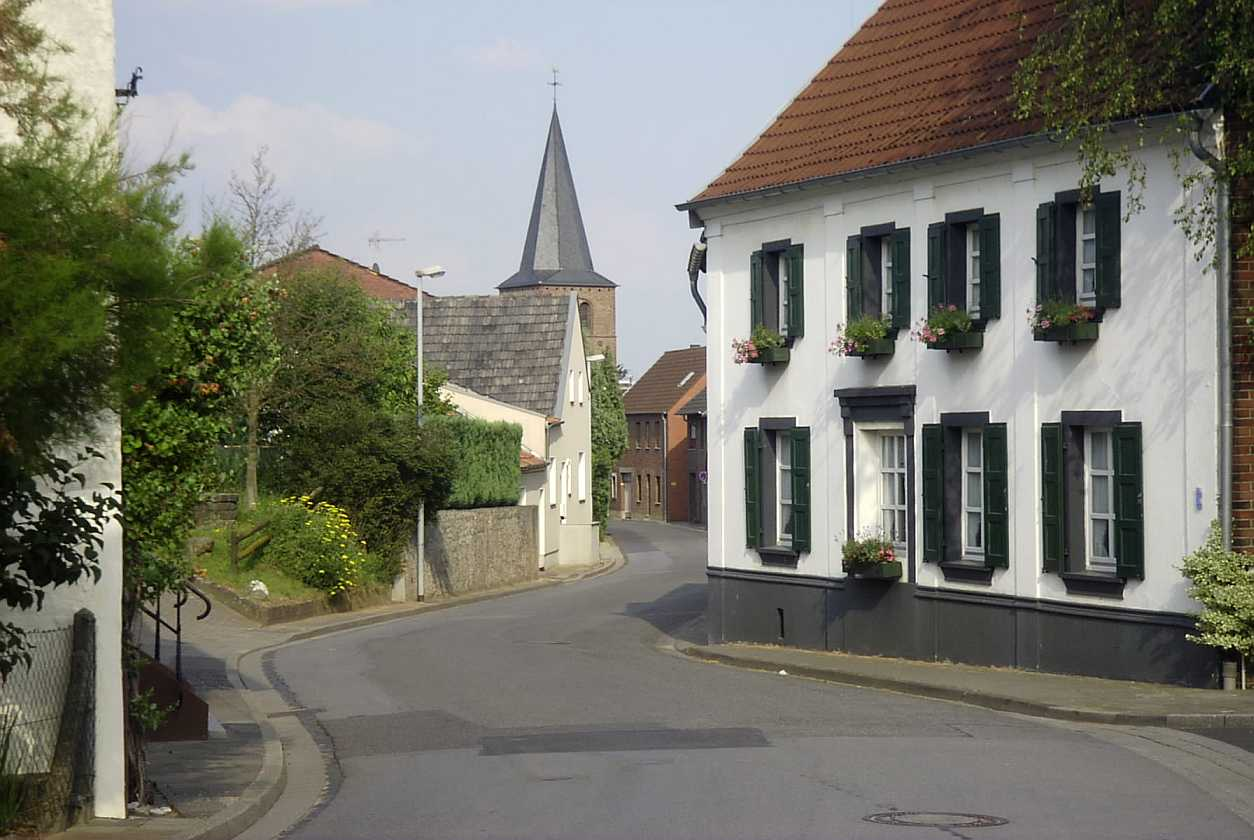
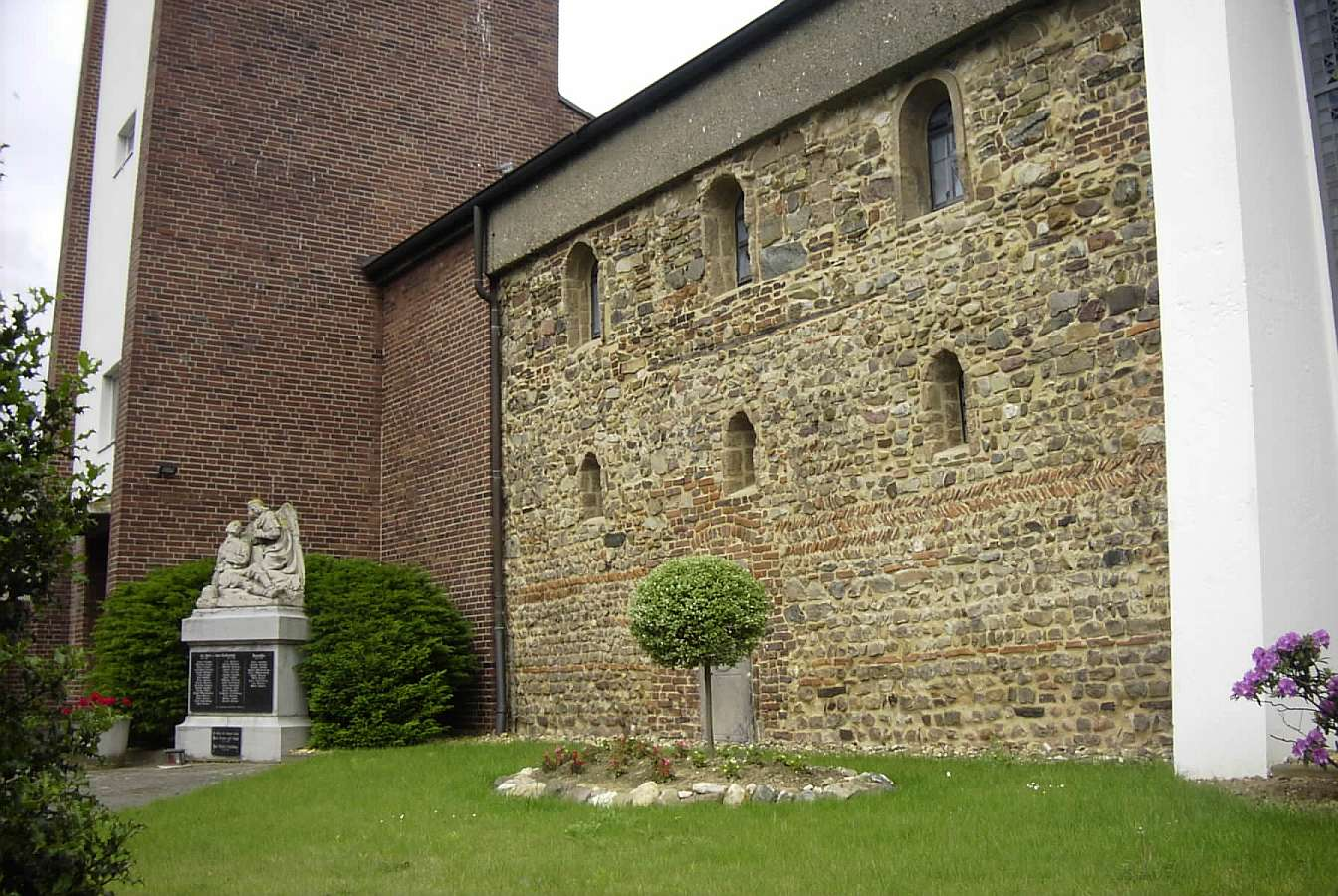
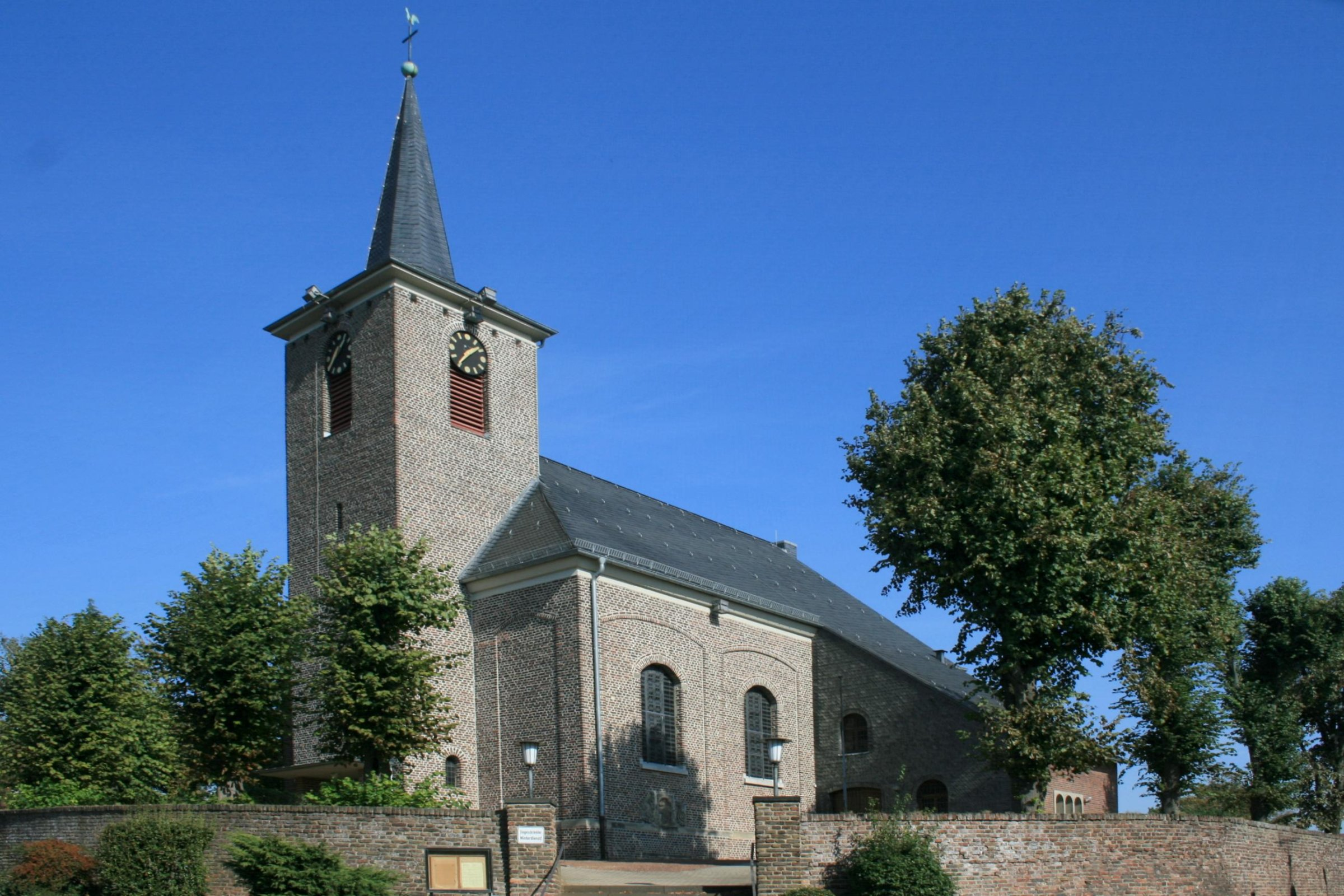
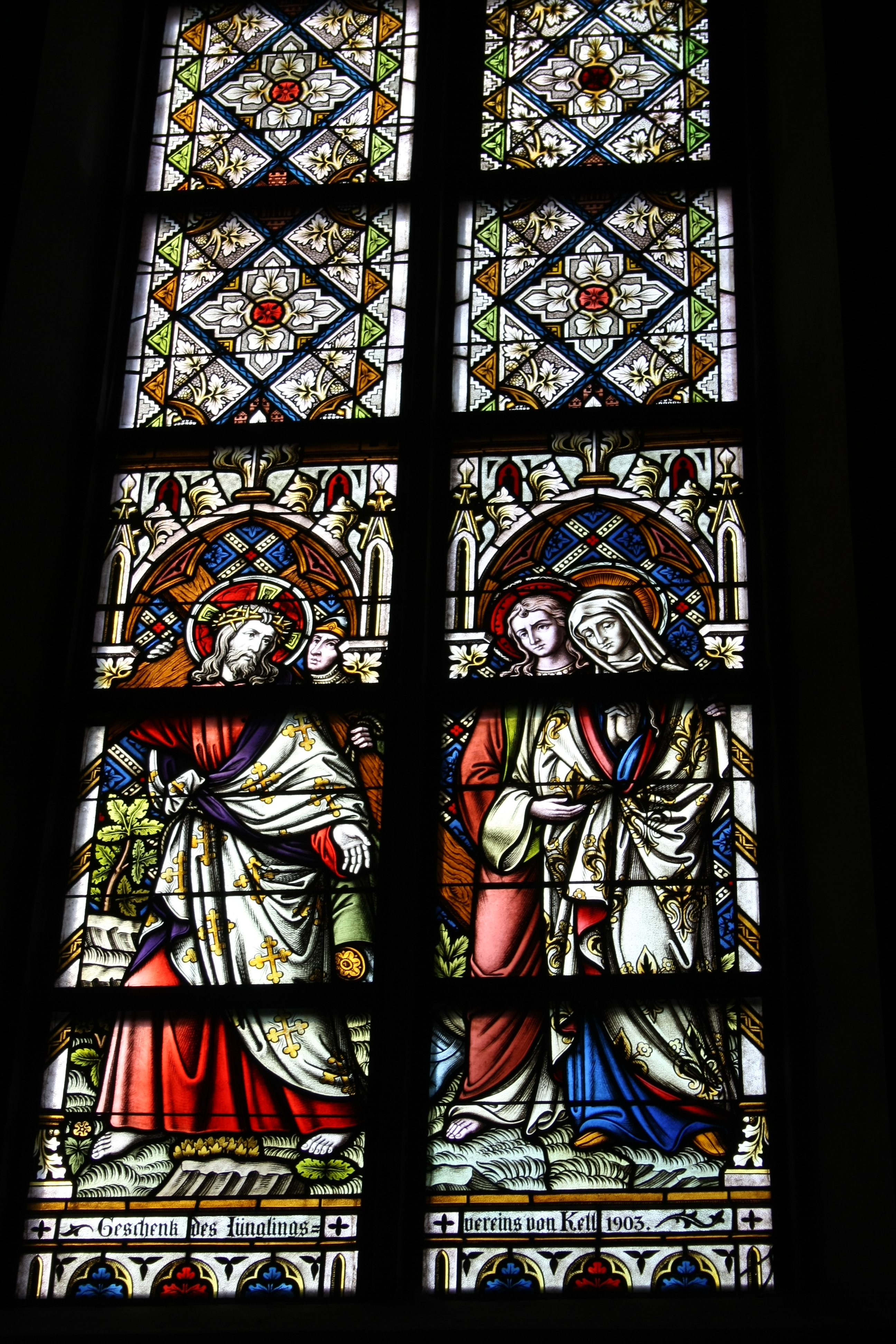
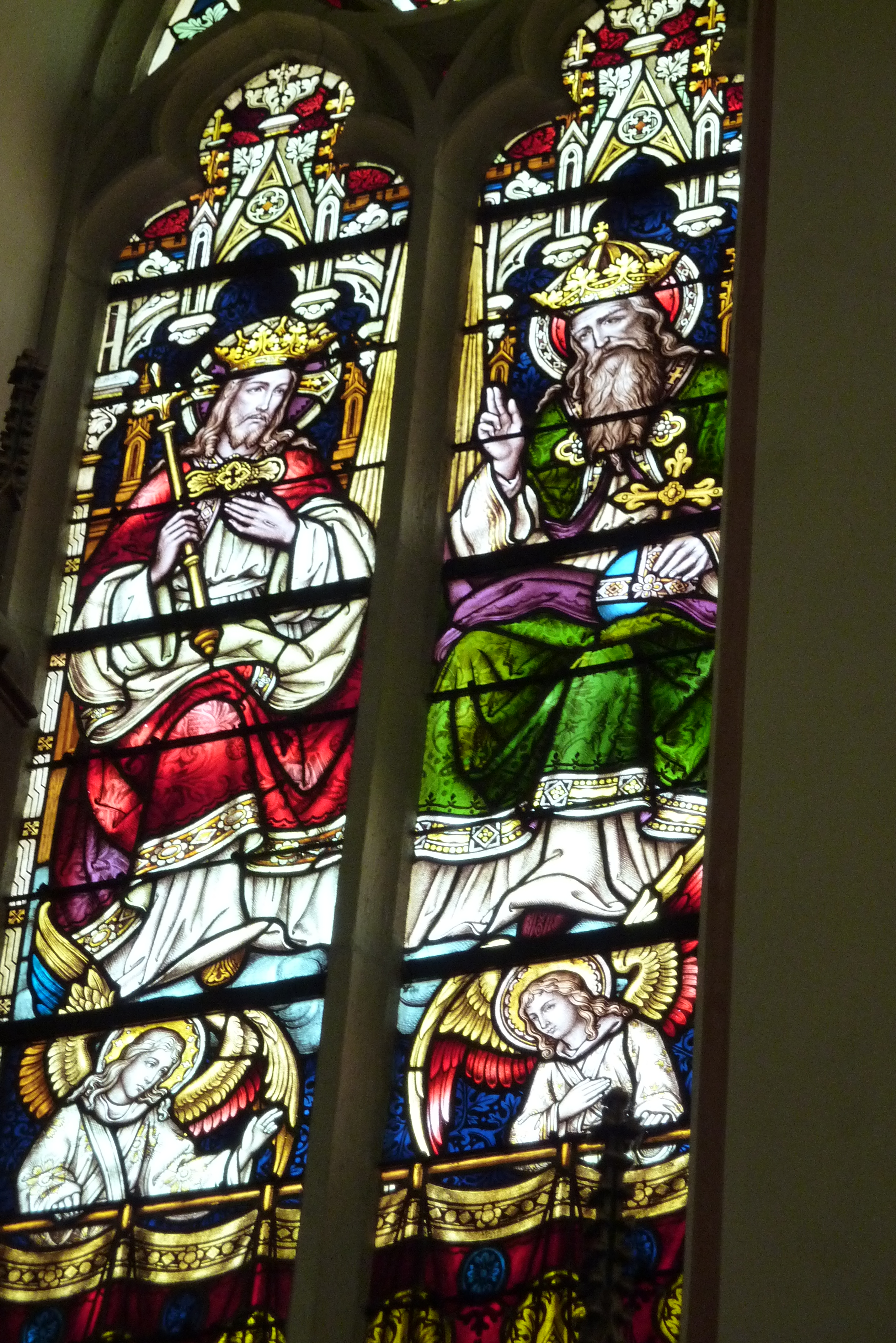